# Siatkarskie Plusy
Siatkarskie Plusy – polski plebiscyt, w którym kibice siatkówki za pomocą głosów oddanych przez Internet i wiadomości SMS wyłaniają największe polskie gwiazdy tej dyscypliny sportu. Po raz pierwszy odbył się w 2008 roku. Organizatorem wydarzenia jest Polski Związek Piłki Siatkowej, a Generalnym Sponsorem operator sieci Plus.

## 2008
Podczas I edycji prawie 30 tysięcy kibiców oddawało głosy na swoich faworytów w czterech kategoriach, głosując za pośrednictwem Internetu. Zwycięzcami zostali:
- w kategorii Siatkarka Roku – Eleonora Dziękiewicz
- w kategorii Siatkarz Roku – Michał Winiarski
- w kategorii Trener Roku – Marco Bonitta
- w kategorii Drużyna Roku – PGE Skra Bełchatów.

## 2009
Wyniki II edycji ogłoszono podczas uroczystej Gali w warszawskim hotelu Hilton 17 stycznia 2009 roku. Tym razem kibice mogli oddawać głosy w sześciu kategoriach. Zwycięzcy to:
- w kategorii Siatkarka Roku – Małgorzata Glinka-Mogentale
- w kategorii Siatkarz Roku – Paweł Zagumny
- w kategorii Trener Roku – Daniel Castellani
- w kategorii Debiut Roku – Zbigniew Bartman
- w kategorii Drużyna Roku – PGE Skra Bełchatów
- w kategorii Osobowość Roku – Ryszard Bosek

## 2010
III edycja plebiscytu rozpoczęła się 11 stycznia i trwała do 9 lutego 2010 roku. Kibice siatkówki mogli oddawać głosy za pomocą wiadomości SMS, w sześciu kategoriach. Zwycięzcami zostali:
- Siatkarka Roku – Aleksandra Jagieło
- Siatkarz Roku – Michał Bąkiewicz
- Drużyna Roku – Reprezentacja siatkarzy
- Trener Roku – Daniel Castellani
- Debiut Roku – Bartosz Kurek
- Drużyna Siatkówki Plażowej Roku – Michał Kądzioła i Jakub Szałankiewicz

Osobowość Roku wyłoniła specjalnie powołana Kapituła Plebiscytowa i tytuł ten ex-equo otrzymali Jarosław Bauc i Zygmunt Solorz-Żak.
Ogłoszenie wyników III edycji Plebiscytu nastąpiło w trakcie uroczystej Gali wręczenia Siatkarskich Plusów w warszawskim hotelu Hilton, 13 lutego 2010 roku.

## 2011
Plebiscyt trwał od 3 do 21 stycznia 2011 roku. Uroczyste ogłoszenie wyników nastąpiło w trakcie Gali wręczenia Siatkarskich Plusów w Teatrze Polskim 22 stycznia 2011 roku. Zwycięzcy:
- Siatkarka Roku – Anna Werblińska
- Siatkarz Roku – Bartosz Kurek
- Drużyna Roku – PGE Skra Bełchatów
- Trener Roku – Jacek Nawrocki
- Debiut Roku – Michał Kubiak
- Drużyna Siatkówki Plażowej Roku – Grzegorz Fijałek i Mariusz Prudel
- Osobowość Roku: Tomasz Zadroga, prezes Polskiej Grupy Energetycznej

## 2019
Gala zorganizowana z okazji 90-lecia Polskiego Związku Piłki Siatkowej (pierwotnie pod nazwą Polski Związek Gier Sportowych).